# Cybalomia quadristrigalis
Cybalomia quadristrigalis is een vlinder uit de familie van de grasmotten (Crambidae). De wetenschappelijke naam van de soort is voor het eerst geldig gepubliceerd door Fernald.